# Mezquita (banda)
Mezquita fue un grupo español de rock andaluz originario de Córdoba. Publicaron dos álbumes, Recuerdos de mi tierra, en 1979, y Califas del rock, en 1981, ambos a través de la discográfica Chapa Discos.
Mezquita tocaba un rock sinfónico con influencias de las grandes bandas de los setenta como King Crimson o Emerson Lake and Palmer, fusionado con ritmos y melodías provenientes del flamenco. Sus temas eran eminentemente instrumentales, con el virtuosismo intepretativo habitual en ambos estilos, rock sinfónico y flamenco.
La banda acabó disolviéndose en 1982. El bajista Randy López se incorporaría a Medina Azahara en 1984.

## Miembros
- José Rafael García – voz y guitarra
- Randy López – bajo, percusión y voz
- Francisco "Roska" López – teclado y voz
- Rafael Zorrilla – batería, percusión y voz

## Discografía
- Recuerdos de Mi Tierra, 1979
- Califas del Rock, 1981